# كابي ليون
غابي ليون (ولد سنة 1964)، هو وزير الثقافة في حكومة نجيب ميقاتي التي شكلت في 13 يونيو 2011.

## حياته
مواليد زحلة، أول نوفمبر 1964، متزوج من مي نعمة، وله ولدان: اميل وليتيسيا. حائز على دبلوم الهندسة المدنية وشهادة في الاقتصاد من جامعة القديس يوسف (1988)، يعمل في حقل الهندسة المدنية والأشغال العامة، شغل مناصب إدارية، شغل منصب مستشار لمجلس إدارة في القطاع المصرفي، عيّن خبيراَ في الهندسة المدنية لدى المحاكم اللبنانية، درّس مادة الريضيات في الجامعة اللبنانية، منتسب إلى نقابة المهندسين في بيروت، عضو الهيئة التأسيسية للتيار الوطني الحر.

## خلافات
كان اسم كابي ليون بين الأسماء التي تم تداولها في الخلافات حول تصنيف بعض الأبنية والمنشآت التراثية بما في ذلك:
1. ميناء بيروت الفينيقي
2. منزل الأكاديمي أمين معلوف في بدارو
3. بوابة بيروت الرومانية